# Klášter Tronoša
Klášter Tronoša (srbsky Манастир Троноша/Manastir Tronoša) je srbský pravoslavný klášter, nacházející se v regionu Podriní. V jeho blízkosti se rozkládá pohoří Cer, město Loznica a ves Tršić. Administrativně klášter spadá pod Šabackou eparchii. V současné době se jedná o ženský klášter, dříve byl klášterem mužským. Svůj název nese podle třech potoků, které snášejí vodu z okolních kopců a v areálu kláštera se spojují v jeden.
Podle pověsti klášter vybudoval Štěpán Dragutin[zdroj?]; podle písemných záznamů byl zbudován někdy na konci 13. století. Těžce strádal po dobytí Srbska Turky v 15. století; byl zničen kostel (obnoven až v roce 1559). Podobně jako celá řada dalších klášterů na území Srbska, i Tronoša se nachází v neprostupném lese, daleko od větších sídel, což mu mělo zajistit menší pozornost ze strany tureckých úřadů.[zdroj?]
Tronoša sloužila jako místo, kde mniši přepisovali staré knihy a listiny. Na počátku 18. století zde byl sepsán tzv. Tronošský letopis, jeden z mála srbských psaných textů své doby. Do dnešní doby má proto Tronoša své místo v dějinách srbské literatury.
V roce 1797, poté co nedaleký Tršić skolila epidemie moru, docházel do klášterní školy budoucí srbský spisovatel a reformátor Vuk Stefanović Karadžić. V současné době se v areálu kláštera nachází muzeum, zasvěcené období, které zde strávil.
Během prvního i druhého srbského povstání sloužila Tronoša jako místo pro setkání vůdců protitureckého povstání. I právě díky tomu se stala cílem četných útoků. Nejinak tomu bylo i v časech první i druhé světové války. V létě 1914 zahájilo Rakousko-Uhersko vojenské tažení proti Srbsku právě útokem na pohoří Cer, a tedy směrem k Tronošskému klášteru. Srbská armáda kladoucí odpor v nedalekých kopcích využívala areál kláštera částečně jako polní nemocnici.
Roku 1900 zachvátil klášter požár; obnova poškozených míst byla dokončena v roce 1907.
V létě 1941 byl klášter svědkem vypuknutí ozbrojeného povstání proti německým okupačním vojskům. Sloužil jako skrýš srbským četnikům, kteří zde připravovali útok na nedalekou Loznici.
V roce 1964 a 1987 byl klášter rekonstruován.